# Дион-Олимп
Дион-Олимп (на гръцки: Δήμος Δίου–Ολύμπου, Димос Диу-Олимбу) е дем област Централна Македония на Република Гърция. Център на дема е градчето Литохоро.

## Селища
Дем Дион-Олимп е създаден на 1 януари 2011 година след обединение на три стари административни единици – демите Литохоро, Дион и Източен Олимп по закона Каликратис.

### Демова единица Дион
Според преброяването от 2001 година дем Дион (Δήμος Δίου) с център в Кондариотиса има 3283 жители и в него влизат следните демови секции и селища:
- Демова секция Кондариотиса

- село Кондариотиса (Κονταριώτισσα)

- Демова секция Агиос Спиридонас

- село Агиос Спиридонас (Άγιος Σπυρίδωνας, катаревуса Άγιος Σπυρίδων)

- Демова секция Вронду

- село Вронду (Βροντού)

- Демова секция Дион

- село Дион (Δίον, старо Μαλαθριά, Малатрия)
- село Платанакия (Πλατανάκια)

- Демова секция Карица

- село Карица (Καρίτσα)

- Демова секция Неа Ефесос

- село Неа Ефесос (Νέα Έφεσος, старо Στουπί, Ступи)

### Демова единица Източен Олимп
Според преброяването от 2001 година дем Източен Олимп (Δήμος Ανατολικού Ολύμπου) с център в Лептокария има 9374 жители и в него влизат следните демови секции и селища:
- Демова секция Лептокария

- село Лептокария (Λεπτοκαρυά)

- Демова секция Пантелеймонас

- село Палеос Пантелеймонас (Παλαιός Παντελεήμονας, катаревуса Παντελεήμων)
- село Неос Пантелеймонас (Νέος Παντελεήμονας, катаревуса Νέος Παντελεήμων)
- село Паралия Пантелеймонос (Παραλία Παντελεήμονος)

- Демова секция Платамонас

- град Платамонас (Πλαταμώνας, катаревуса Πλαταμών)

- Демова секция Пори

- село Неи Пори (Νέοι Πόροι)
- село Агиос Димитриос (Άγιος Δημήτριος)
- село Пори (Πόροι)

- Демова секция Скотина

- село Скотина (Σκοτίνα)
- село Ано Скотина (Άνω Σκοτίνα)
- село Паралия Скотинас (Παραλία Σκοτίνας, катаревуса Παραλία Σκοτίνης)

### Демова единица Литохоро
Според преброяването от 2001 година дем Литохоро (Δήμος Λιτοχώρου) има 7011 жители и в него влизат следните демови секции и селища:
- Демова секция Литохоро

- град Литохоро (Λιτόχωρο)
- село Каливия Варику (Καλύβια Βαρικού)
- село Лименас Литохору (Грица, Λιμένας Λιτοχώρου, Γρίτσα)
- манастир „Свети Дионисий Олимпийски Стар“ (Μονή Αγίου Διονυσίου)
- село Плака (Πλάκα)